# Мухаммад Ярагский
Мухаммад-эфенди ибн Исмаил ал-Йараги ал-Курали (лезг. Ярагъ Шейх Мугьаммад; 1771, Юхари-Яраг, Дагестан — 1838, Согратль, Дагестан) —  лезгинский алим, основатель мюридизма на северном Кавказе и учитель имамов Дагестана и Чечни Гази-Мухаммада и Шамиля.

## Биография

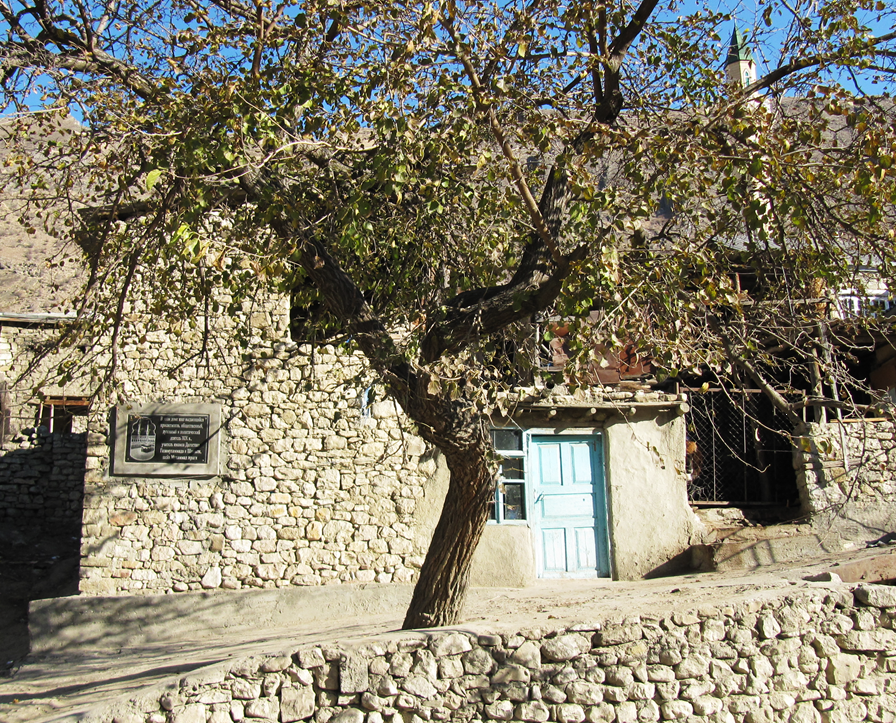
Дом в котором жил Мухаммад Ярагский в с. Балахани

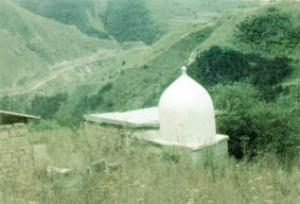
Мавзолей Мухаммада ал-Ярагъи на кладбище селения Согратль.

Мухаммад ал-Йараги родился в 1771 году в ныне покинутом лезгинском селе Юхари-Араг (лезг. Вини-Яраг) Сулейман-Стальского района Дагестана.

### Происхождение
Существуют две версии происхождения шейха. По одной версии Мухаммад Яраги происходил из лезгин села Юхары-Яраг.
В научных кругах активно обсуждается также версия что предок Мухаммада по отцовской линии Нюзюр (Нузур) переселился в Яраг с высокогорного агульского аула Квардал. Этой версии придерживались выдающийся ученый арабист Магомед-Галиб Садыки, доктора исторических наук Хидир Рамазанов и Ахмед Рамазанов.
Согласно первой версии, шейх происходил из ярагинского тухума который называли Фекияр (лезг. Фекьияр), что в переводе с лезгинского означает «священнослужители». Согласно второй версии шейх Мухаммад происходил из квардальского тухума Башунаяр.
Эти версии остро обсуждаются как в научной среде так и среди патриотов обоих народов.

### Богословская деятельность
Первоначальное исламское образование он получил в медресе родного села. Обучался у известных алимов в селениях Согратль и Араканы. Его учителями были такие известные дагестанские богословы как Саид Хачмазкий, Саид Шиназский, Хасан Кудалинский и Магарам-эфенди Ахтынский (Мухаммада-Эфенди). После окончания обучения преподавал в родном селе грамматику арабского языка, теологию, логику и риторику.
Его учениками были Джамалутдин из Кази-Кумуха, будущие имамы Дагестана и Чечни Гази-Магомед и Шамиль, Хас-Магомед из Бухары и другие. Один из бывших учеников Ярагского, ширванец Хас-Магомед-эфенди, позже вернулся в Ширван и был посвящён в накшбандийский тарикат кюрдамирским мюршидом Хаджи-Исмаилом, а затем вернулся в Яраг, где проповедовал тарикат, обучив ему в том числе своего бывшего учителя Магомеда Ярагского и дав ему инвеституру на наставничество.
В начале 20-х годов XIX века в Южный Дагестан через лезгинского муллу Мухаммада Ярагского был занесен тарикат накшбандийа-халидийа. Впервые он выступил в 1823 году в Яраге с проповедью, в которой объяснял народу сущность и назначение мусульманской религии и ее законов. Основные положения учения муллы Ярагского заключались в следующем:
«1. Мусульмане не могут быть под властью неверных. Мусульманин не может быть ни чьим рабом или подданным и никому не должен платить подати, даже мусульманину.
2. Кто мусульманин, тот должен быть свободным человеком и между всеми мусульманами должно быть равенство.
3. Кто считает себя мусульманином, для того первое дело - газават (война против неверных) и потом исполнение шариата. Для мусульманина исполнение шариата без газавата не есть спасение. Кто исполняет шариат, тот должен вооружиться во что бы то ни стало, бросить семейство, дом, землю и не щадить самой жизни. Кто последует моему совету, того Бог в будущей жизни с излишком вознаградит».
Речь Мухаммада Ярагского была произнесена в тот период, когда Ермолов начал карательные экспедиции против горцев, наносящих не только материальный урон, связанный с разрушениями, гибелью людей, но и ограничением свободы торговли и вероисповедания горцев.  Посвящение в тарикат накшбандийа-халидийа мулла Ярагский получил от Исмаила, жителя селения Курдамир Ширванского уезда, последователя накшбандийского шайха Халида аль-Багдади, курда по происхождению. В силу усилившейся колониальной политики царизма, он склонялся к необходимости оказания организованного сопротивления. В проповедях муллы Ярагского утверждалось, что мусульманин не должен быть ни чьим рабом, он должен быть свободным человеком. Под влиянием его проповедей мусульмане Дагестана объединялись для противодействия царским войскам. В этой ситуации ислам выступал в качестве цементирующего фактора политической деятельности разрозненных племен кавказских горцев.  Гази-Мухаммад и Шамиль посетили Мухаммада Ярагского в селении Яраг с целью изучения тариката. Вернувшись в Гимры, они, по утверждению Гасан-Эфенди Алкадари, «стали преподавателями с одной стороны шариата, а с другой - тариката, число их студентов и мюридов постепенно увеличилось, и они начали, давая наставления всем своим слоям населения, склонять их на сторону шариатского судопроизводства». Газимухаммад и Шамиль получают право проповедовать тарикат накшбандийа от Мухаммада Ярагского. Это и есть второй этап распространения учения накшбандийа в Дагестане. Его особенности в том, что тарикат связывается с шариатом, то есть от мистико-аскетического он в практической деятельности Газимухаммада и Шамиля приобретает политический характер. 
В 1822 году Ярагский посетил кюрдамирского мюршида Хаджи-Исмаила.
Ярагский был женат на дочери Магарама-эфенди Ахтынского по имени Айшат. У них было 3 детей: Хаджи-Исмаил, Исхак и Хафисат. Дочь Хафисат впоследствии стала женой имама Гази-Мухаммеда.
Ярагский и его последователи призывали к объединению народов Кавказа в борьбе с Российской Империей. Его программа имела широкий резонанс в Кавказском регионе и за его пределами.
Шейх Мухаммад Ярагский, высший представитель мусульманского духовенства Южного Дагестана, придерживающегося традиционного ислама, после разорительных походов русских войск на дагестанские земли решительно призывает мусульман бороться за свою честь, достоинство, свободу и независимость. Проповеди шейха накшбандийа воспринимались такими известными в Дагестане муллами, как Джамал-Эддин, Юсуп-Хаджи, Гази-Мухаммад, Шамиль, Ташу-Хаджи и др. Среди посещавших проповеди Ярагского был также и вождь чеченских крестьян, знаменитый наездник Бейбулат Таймиев.  Призывы шейха Ярагского к свободе, независимости, газавату оказались созвучными настроениям горцев и получают широкий резонанс среди части лезгин, аварцев, чеченцев, поднявшихся на борьбу под знаменем газавата. Испытывающие колониальное угнетение и унижение жители Южного Дагестана, в том числе его односельчане, первыми стали призывать к газавату.  В 1825-26 годах вспыхивает вооруженное восстание чеченцев. Его фактическим организатором был Бейбулат Таймиев. На съезде чеченского народа, состоявшемся 29 мая 1825 года в ауле Майртуп, шейх Ярагский, прибывший в Чечню по приглашению Бейбулата, выступает с зажигательной речью, повторяет идеи о газавате, высказанные им в Дагестане. 
Когда в 1825 году Мухаммада-Эфенди арестовали и посадили в Курахскую крепость, его должны были доставить усиленной охраной в Тифлис к Ермолову, но он был освобождён соратниками.
В 1830 году н.э. он выступил перед собранием представителей духовенства Дагестана в Унцукуле, где призвал всех к продолжению газавата, и по его же указанию имамом был избран Газимухаммад. Он выдал дочь замуж за Газимухаммада. В 1242 году по Хиджре, в третий день месяца Джумад-уль-Ахир, в борьбе с неверными мученической смертью погиб имам Газимухаммад.
Скончался в 1838 году в селе Согратль (ныне Гунибский район).

## Труды
Мухаммад-эфенди ал-Йараги является автором книги «Асар» изданной в 1910 году на арабском языке в типографии М. Мавраева. В книге приводится описание жизненного пути автора и воспроизведение его взглядов. В книге также содержатся поэмы, «большая» и «малая» касиды, рифмующиеся на «Т», отрывки из писем в стихах, переписка о его встречах с другими шейхами и мелкие записки.

## Описание мечети

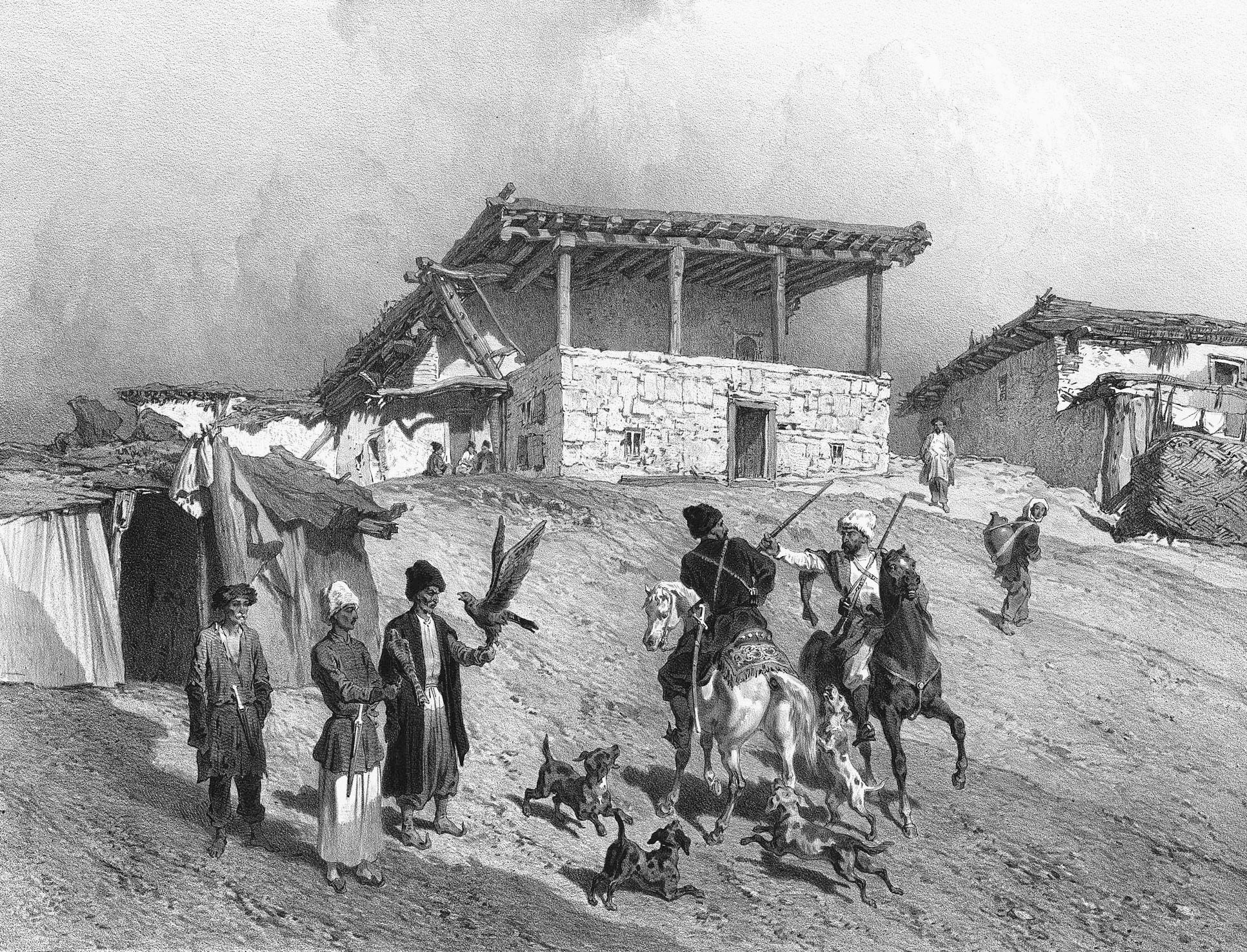
Дагестан. Мечеть в Яраге

Русский художник Григорий Гагарин, будучи очевидцем, так описывает мечеть в Яраге:

«В селении Яраг среди прочих незначительных лачужек стоит бедное двухэтажное здание. Узенькая лесенка снаружи ведет на деревянный балкон второго этажа, который навесом предохраняется от дождя и палящих лучей солнца.
Это бедная деревенская мечеть, обличающая назначение свое висящим над нею полулунием. Внутри все просто, голо, бедно. Вообще мечети устроены очень незатейливо, однако часто встречаются в них прекрасные портики, красивые водохранительные сосуды для омовения рук и прочее. Но здесь ничего такого нет.
Это продолговатый четырехугольник в 30 шагов длины и 18 ширины, едва освещенный тремя круглыми окнами вроде амбразур; стены серо-коричневого цвета, пол покрыт старым войлочным ковром. Посередине стоит что-то вроде кафедры из орехового дерева довольно грубой выделки, на стенах видны полустертые изречения из Корана.

Эта маленькая мечеть, помещающая в себя не более 200 человек, сделалась колыбелью восстания, которое воспламенило Дагестан и вскоре распространилось по всему Кавказу. Здесь с восточным красноречием проповедовал мулла Магомед — отец и основатель мюридизма».